# A New York Americans játékosainak listája
A New York Americans egy profi jégkorong csapat volt a National Hockey League-ben 1925–1941 között. A csapat 1941–1942-ben a Brooklyn Americans nevet vette fel de csak egy szezonig létezett a csapat. Ez a lista nem tartalmazza a Québec Bulldogs (1919–1920) és a Hamilton Tigers (1920–1925) játékosait.
| Ábécé szerinti tartalomjegyzék                      |
| --------------------------------------------------- |
| A B C D E F G H I J K L M N O P Q R S T U V W X Y Z |

## A
- Vivan Allen,
- Tommy Anderson,
- Murray Armstrong,
- Oscar Asmundson,
- Vernon Ayres,

## B
- Marty Barry,
- Jack Beattie,
- Frank Beisler,
- Bill Benson,
- Rene Boileau,
- Frank Boll,
- Edmond Bouchard,
- Bill Boucher,
- Clarence Boucher,
- Billy Boyd,
- Andy Branigan,
- Punch Broadbent,
- Bill Brydge,
- Billy Burch,
- Eddie Burke,
- Roy Burmister,

## C
- Billy Cameron,
- Earl Campbell,
- Lorne Carr,
- Frank Carson,
- Lorne Chabot,
- Art Chapman,
- Charlie Conacher,
- Lionel Conacher,
- Maitland Conn,
- Alec Connell,
- Harry Connor,
- Bobby Connors,
- Eddie Convey,
- Charles Corrigan,
- Harold Cotton,
- Les Cunningham,

## D
- Hap Day,
- John Doran,
- Loudus Joseph Dutkowski,
- Red Dutton,
- Babe Dye,

## E
- Pat Egan,
- Hap Emms,

## F
- Wilf Field,
- Tommy Filmore,
- Lloyd Finkbeiner,
- Vernon Forbes,

## G
- Johnny Gagnon,
- John Gallagher,
- Leroy Goldsworthy,
- Bob Gracie,
- Teddy Graham,
- Benny Grant,
- Red Green,
- Shorty Green,
- Lloyd Gross,
- Leonard Grosvenor,

## H
- Bob Hall,
- Tony Hemmerling,
- Fred Hergerts,
- Orville Heximer,
- Norman Himes,
- Bill Holmes,
- Albert Hughes,
- Fred Hunt,

## J
- Art Jackson,
- Busher Jackson,
- Lloyd Jackson,
- Percy Jackson,
- Walter Jackson,
- Roger Jenkins,
- Eddie Jeremiah,
- Joe Jerwa,
- Ivan Johnson,

## K
- Walter Kalbfleisch,
- Jackie Keating,
- Pete Kelly
- Dave Kerr,
- Wally Kilrea,
- Dede Klein,
- Gordon Kuhn,

## L
- Newsy Lalonde,
- Joe Lamb,
- Charlie Langlois,
- Norm Larson,
- Pete Leswick,

## M
- Ronnie Martin,
- George Massecar,
- Bert McInenly,
- Alex McKinnon,
- Charles McVeigh,
- Joe Miller,
- Alfie Moore,
- John Morrison,
- Al Murray,

## N
- Mike Neville

## O
- Peanuts O'Flaherty,
- Harry Oliver,

## P
- George Patterson,
- Merlyn Phillips,
- Hal Picketts,
- Ellis Pringle,

## R
- Harry Radley,
- Ken Randall,
- Bill Regan,
- Gordon Reid,
- Leo Reise,
- Mickey Roach,
- Moe Roberts,
- Earl Robertson,
- Elwyn Romnes,
- Sammy Rothschild,

## S
- Sweeney Schriner,
- Laurie Scott,
- Charles Shannon,
- Johnny Sheppard,
- Allan Shields,
- Allan Shields,
- Jack Shill,
- Eddie Shore,
- Harold Simpson,
- Pete Slobodzian,
- Alex Smith,
- Hooley Smith,
- John Sorrell,
- Chris Speyer,
- Jesse Spring,
- Wilfie Starr,
- Nels Stewart,

## T
- Joe Thorsteinson,
- Fred Thurier,
- Jack Tomson,

## V
- Carl Voss,

## W
- Flat Walsh,
- Nick Wasnie,
- Wilfred White,
- Hub Wilson,
- Eddie Wiseman,
- Alex Woods,
- Roy Worters,
- Ralph Wycherley,